# Eretmotus alluaudi
Eretmotus alluaudi är en skalbaggsart som beskrevs av André Théry 1925. Eretmotus alluaudi ingår i släktet Eretmotus och familjen stumpbaggar. Inga underarter finns listade i Catalogue of Life.